# Landing ship dock

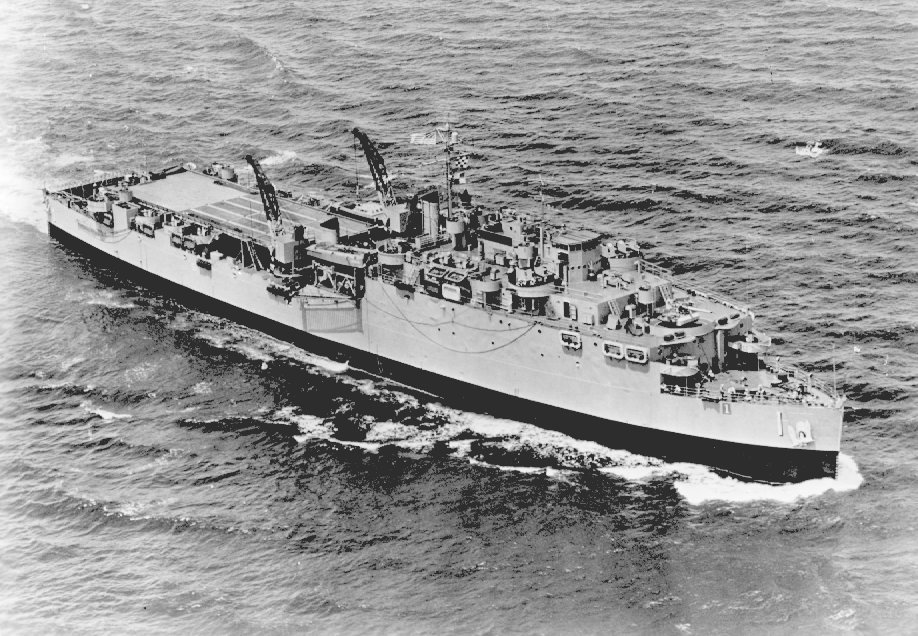
La LSD statunitense USS Ashland (LSD-1) nel 1953

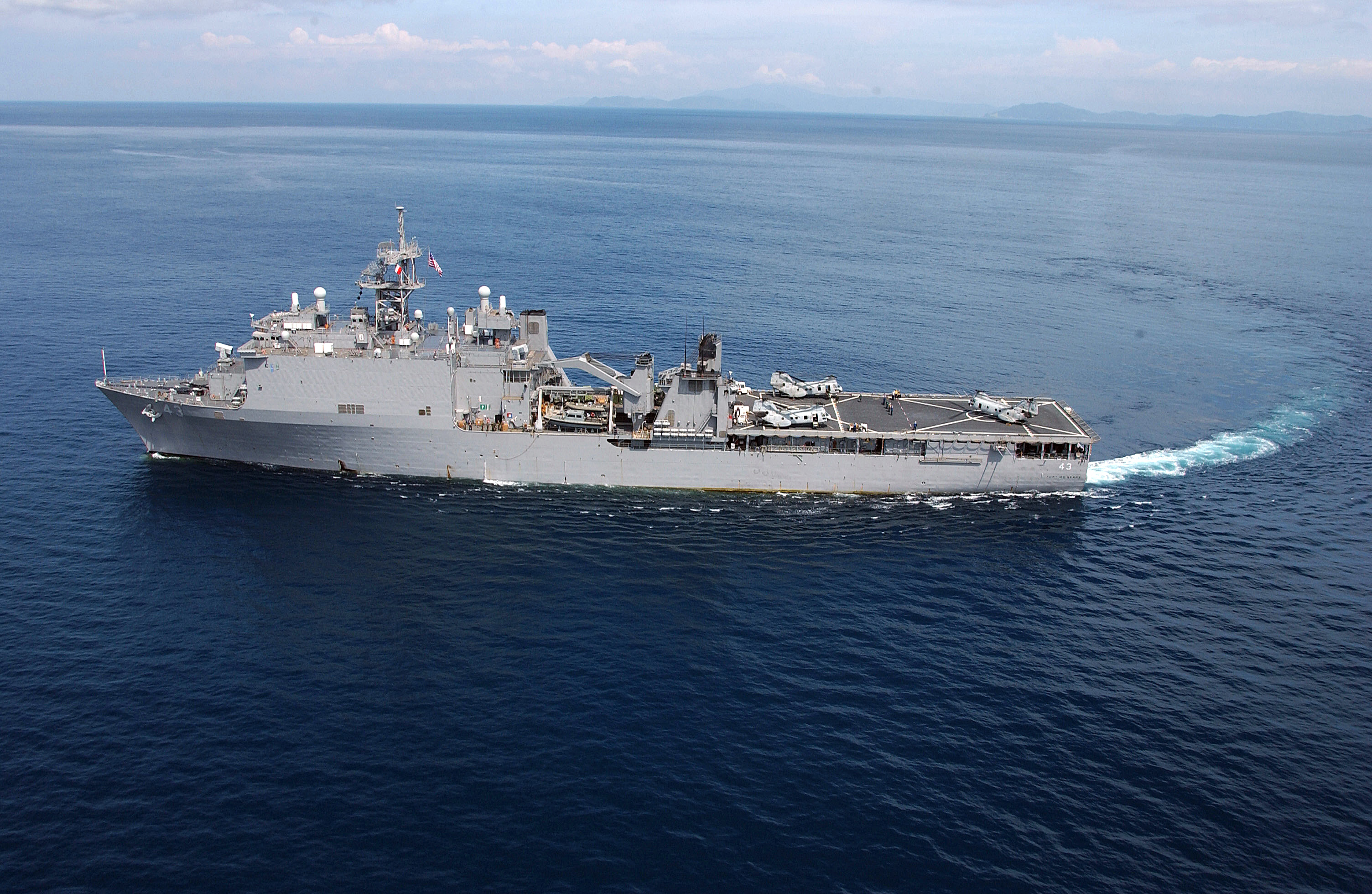
della

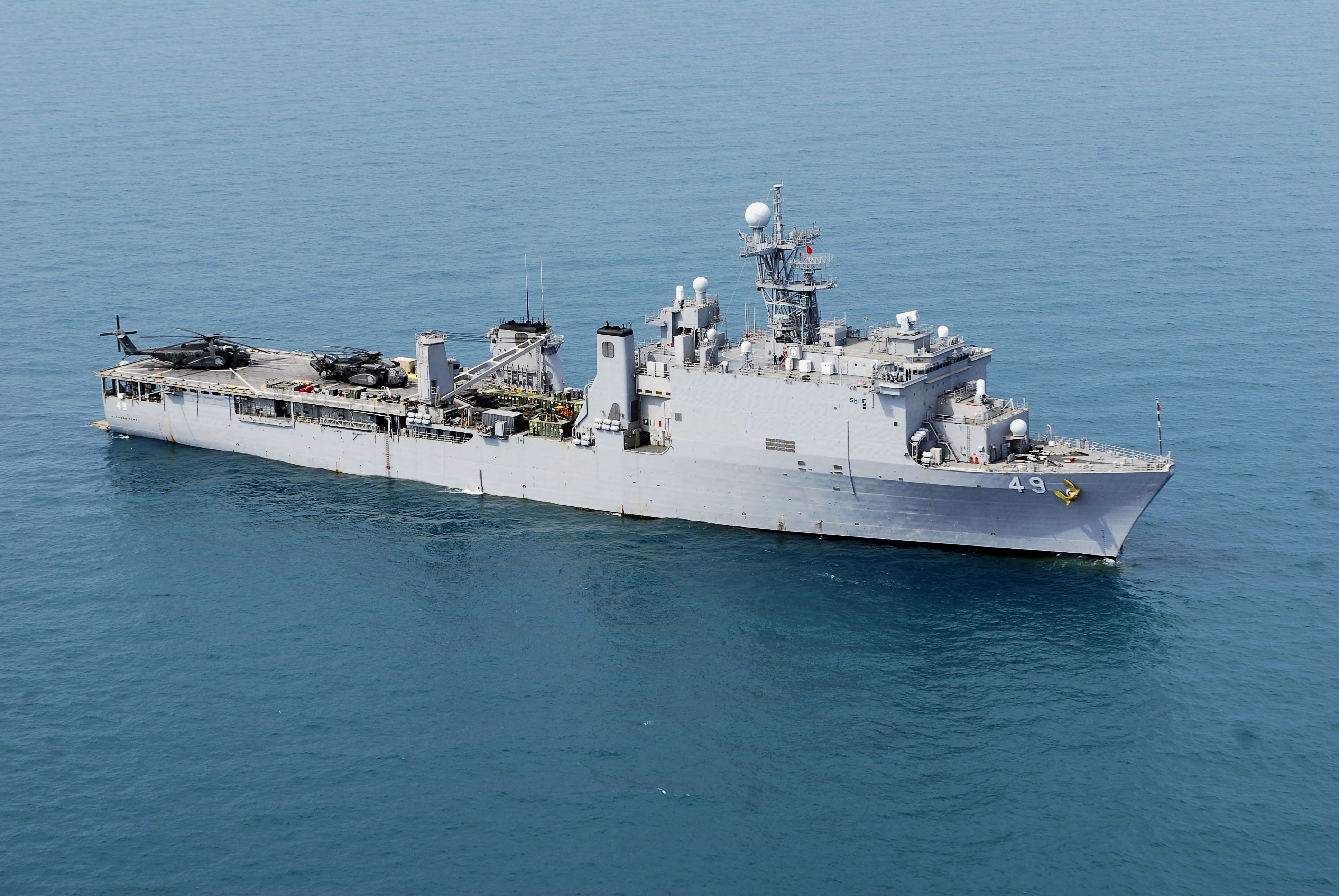
Una nave della

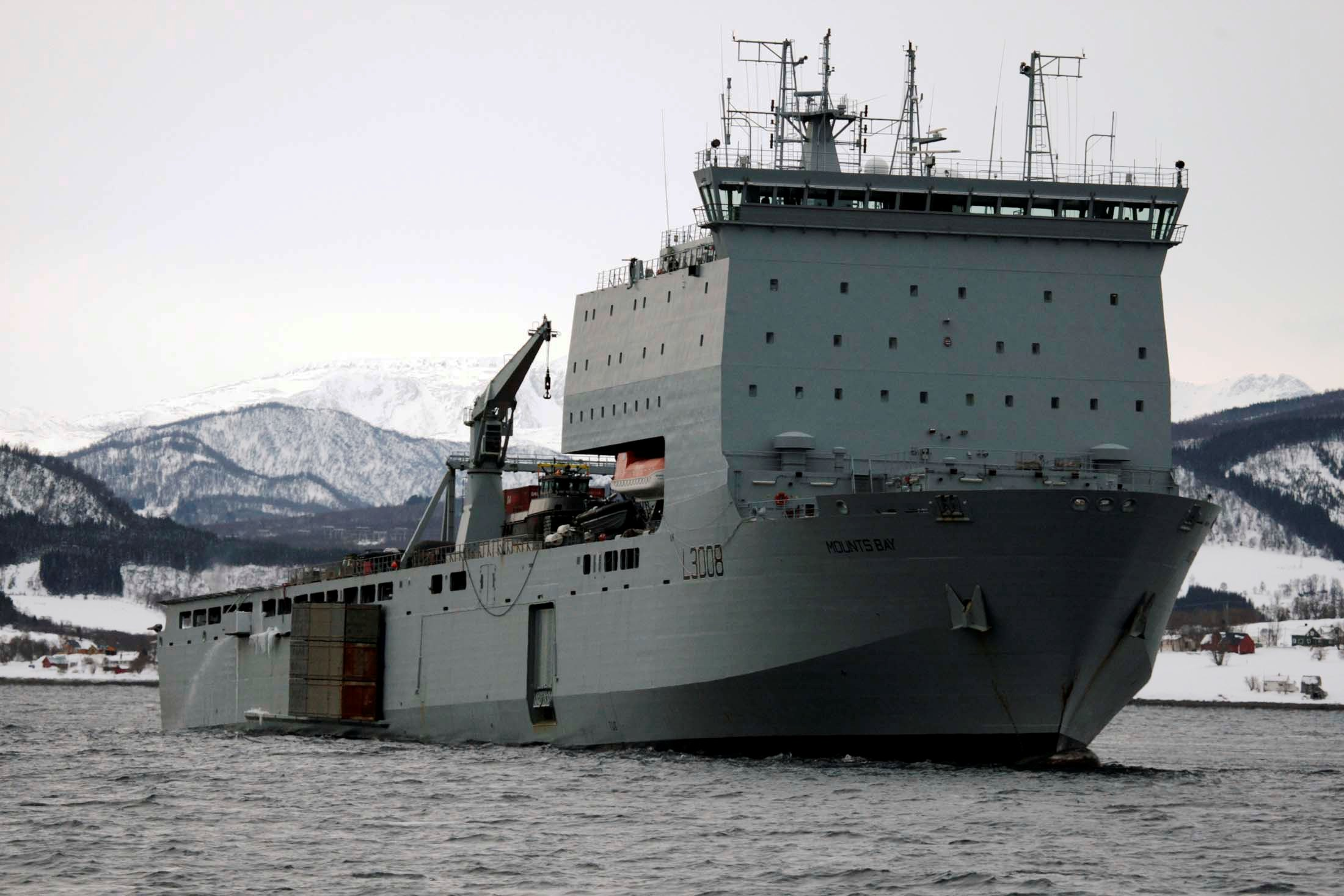
della

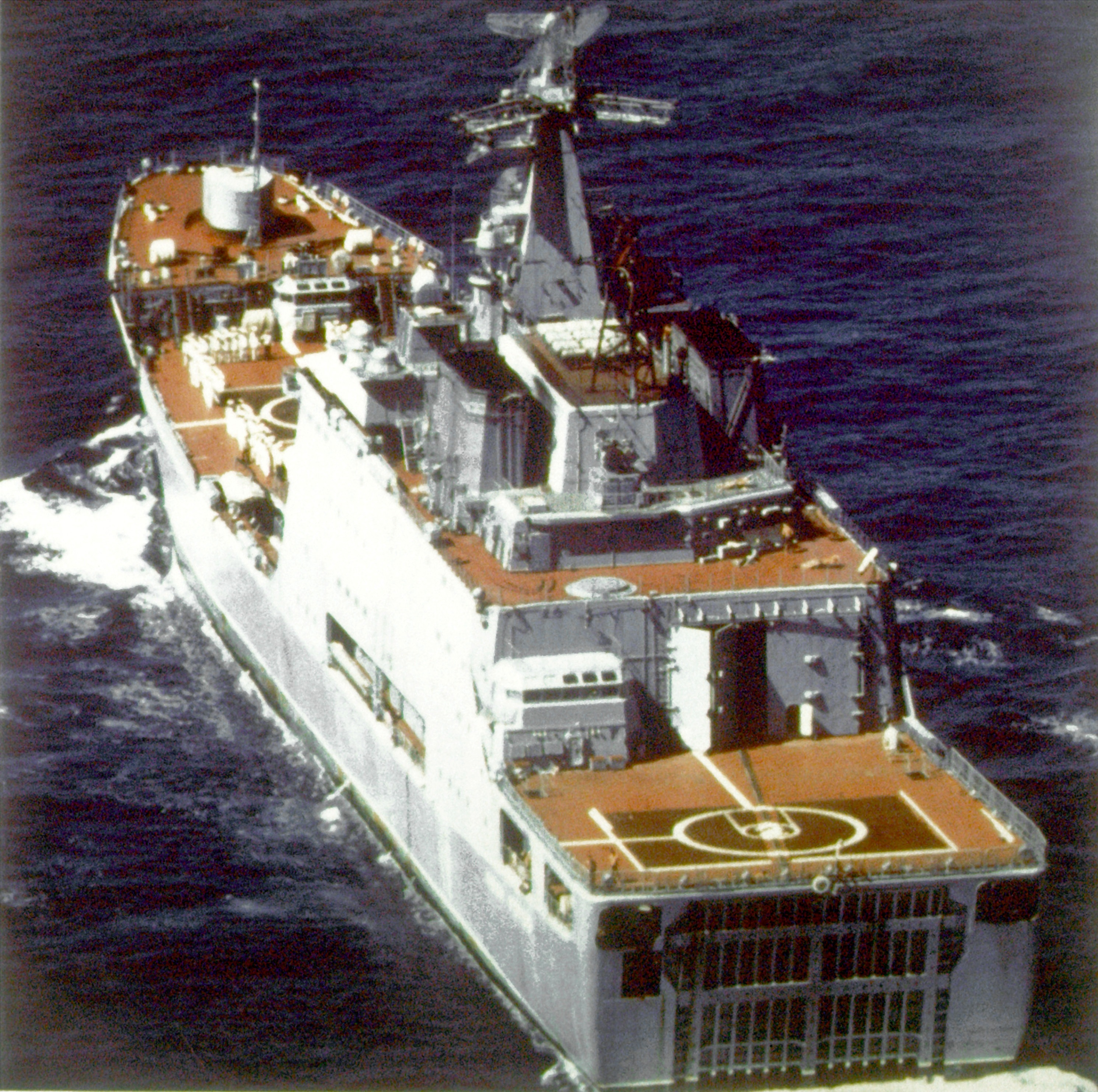
Una nave della

Le Landing ship dock o Dock Landing Ship (sigla: LSD) sono delle navi militari per operazioni anfibie. Queste navi da sbarco anfibio possono trasportare truppe anfibie con veicoli ed automezzi usando LCAC o altri mezzi da sbarco. Secondo la classificazione della US Navy, una LSD è un Dock Landing Ship (nave da sbarco anfibio).
Nella US Navy due classi di unità di questo tipo sono in servizio al 2018: la classe Whidbey Island e la classe Harpers Ferry, usate principalmente per il trasporto di mezzi tipo LCAC; mentre quattro unità di questo tipo, che costituiscono la classe Bay, sono tre nella Flotta di Riserva della Royal Navy e una nella Royal Australian Navy.

## Descrizione
Una Landing Ship Dock è, solitamente, una grande nave da sbarco senza il portellone a prua per spiaggiare direttamente i mezzi trasportati, ma con un bacino allagabile posteriore dal quale operare con mezzi da sbarco per sbarcare i mezzi trasportati; la nave possiede anche almeno uno spot per elicotteri ma non un hangar per ricoverarli.

Una Landing Platform Dock è simile, ma con almeno due spot per elicotteri e un hangar per ricoverarli; una nave d'assalto anfibio (LHA o LHD) ha inoltre il ponte di volo continuo; una Landing Ship Tank ha invece il portellone a prua per spiaggiare direttamente i mezzi trasportati, non ha il bacino allagabile posteriore e, i modelli del dopoguerra, anche uno spot per elicotteri.
Le Landing Ship Dock sono il risultato delle esigenze della Royal Navy durante la seconda guerra mondiale. Prima ancora di produrre il relativamente semplice modello di nave da sbarco per mezzi corazzati, praticamente un traghetto RO-RO modificato per operare su spiagge basse, gli inglesi pensarono a come riuscire a depositare mezzi pesanti su spiagge, e il risultato fu il progetto di nave da sbarco con bacino interno, praticamente un bacino galleggiante, con una complessa struttura per ospitare mezzi da sbarco di vario genere. Tra il 1941 e fino al 1946 ne vennero prodotte appena 27, contro le oltre 1000 del tipo LST. In seguito esse sono diventate più importanti, ma non nel caso di questa prima classe prodotta.
Il progetto di queste navi è stato sviluppato negli Stati Uniti, così come la loro costruzione per la US Navy e per la Royal Navy. Le LSD potevano trasportare 36 LCM ad una velocità di 16 nodi.
Per allagare il bacino occorreva circa un'ora e mezzo, mentre ne occorrevano circa due e mezzo per pompare fuori l'acqua e svuotare il bacino, che quando era allagato poteva essere utilizzato anche per la riparazione di piccole imbarcazioni.
Delle 27 unità costruite, 8 hanno costituito la classe Ashland operando nella US Navy e le rimanenti 19 la classe Casa Grande; di queste ultime, 4 sono entrate in servizio nella Royal Navy e le altre 15 nella US Navy.
Le altre classi di navi LSD sono la classe Thomaston (8 unità), la classe Anchorage  (5 unità), la classe Whidbey Island (8 unità), la classe Harpers Ferry (4 unità); molte delle navi appartenenti a queste 6 classi di produzione statunitense sono state poi vendute usate ad altre marine militari.
Altre due classi sono la classe Bay britannica (4 unità) e la classe Ivan Rogov sovietica (3 unità).

La classe Ivan Rogov costituisce una specie di ibrido tra LSD e LST, poiché ha sia il portellone anteriore sia il bacino allagabile posteriore, unitamente ad uno spot per elicotteri.

La classe Bay costituisce una specie di ibrido tra LSD e LPD, poiché essa deriva dal design Enforcer, che ha condotto alla realizzazione delle LPD delle classi Rotterdam e Galicia, tuttavia le versioni britanniche non hanno l'hangar per gli elicotteri, che invece è presente nelle unità delle altre due classi.

## Navi
| Marina                                | Classe                | N. | Nome | Status                    | Note |
| ------------------------------------- | --------------------- | -- | --- | ------------------------- | --- |
| U.S. Navy                             | classe Ashland        | 8  | USS Ashland (LSD-1) USS Belle Grove (LSD-2) USS Carter Hall (LSD-3) USS Epping Forest (LSD-4) USS Gunston Hall LSD-5) USS Lindenwald (LSD-6) USS Oak Hill (LSD-7) USS White Marsh (LSD-8) | Tutte dismesse            | La USS White Marsh (LSD-8) fu in poi servizio nella marina della Corea del Sud col nome di ROCS Chung Cheng (LSD-191) |
| Royal Navy                            | classe Casa Grande    | 4  | HMS Eastway (F140) (ex LSD-9) HMS Highway (F141) (ex LSD-10) HMS Northway (F142) (ex LSD-11) HMS Oceanway (F143) (ex LSD-12) | Tutte dismesse            | La HMS Oceanway (F143) fu poi servizio nella marina della Grecia col nome di Okeanos e poi in quella della Francia col nome di Foudre |
| U.S. Navy                             | classe Casa Grande    | 15 | USS Casa Grande (LSD-13) (ex-HMS Portway, ex-Spear) USS Rushmore (LSD-14) (ex-HMS Swashway, ex-Sword) USS Shadwell (LSD-15) (ex-HMS Waterway, ex-Tomahawk) USS Cabildo (LSD-16) USS Catamount (LSD-17) USS Colonial (LSD-18) USS Comstock (LSD-19) USS Donner (LSD-20) USS Fort Mandan (LSD-21) USS Fort Marion (LSD-22) USS Fort Snelling (LSD-23) (cancelled, completed as USNS Taurus (T-AK-273)) USS Point Defiance (LSD-24) (cancelled) USS San Marcos (LSD-25) USS Tortuga (LSD-26) USS Whetstone (LSD-27) | Tutte dismesse            | La USS San Marcos (LSD-25) fu poi in servizio nella marina di Spagna col nome di Galicia (L-31); la USS Comstock (LSD-19) fu poi in servizio nella marina della Corea del Sud col nome di ROCS Chung Cheng (LSD-191) e la USS Fort Marion (LSD-22) col nome di ROCS Chen Hai (LSD-192) |
| U.S. Navy                             | classe Thomaston      | 8  | USS Thomaston (LSD-28) USS Plymouth Rock (LSD-29) USS Fort Snelling (LSD-30) USS Point Defiance (LSD-31) USS Spiegel Grove (LSD-32) USS Alamo (LSD-33) USS Hermitage (LSD-34) USS Monticello (LSD-35) | Tutte dismesse            | La USS Alamo (LSD-33) fu poi in servizio nella marina del Brasile col nome di NDD Rio de Janeiro (G-31) e la USS Hermitage (LSD-34) col nome di NDD Ceará (G-30) |
| U.S. Navy                             | classe Anchorage      | 5  | USS Anchorage (LSD-36) USS Portland (LSD-37) USS Pensacola (LSD-38) USS Mount Vernon (LSD-39) USS Fort Fisher (LSD-40) | Tutte dismesse            | La USS Pensacola (LSD-38) fu poi in servizio nella marina della Corea del Sud col nome di ROCS Hsu Hai (LSD-193) |
| U.S. Navy                             | classe Whidbey Island | 8  | USS Whidbey Island (LSD-41) USS Germantown (LSD-42) USS Fort McHenry (LSD-43) USS Gunston Hall (LSD-44) USS Comstock (LSD-45) USS Tortuga (LSD-46) USS Rushmore (LSD-47) USS Ashland (LSD-48) | Tutte in servizio         | |
| U.S. Navy                             | classe Harpers Ferry  | 4  | USS Harpers Ferry (LSD-49) USS Carter Hall (LSD-50) USS Oak Hill (LSD-51) USS Pearl Harbor (LSD-52) | Tutte in servizio         | |
| Royal Fleet Auxiliary                 | classe Bay            | 4  | RFA Largs Bay (L3006) RFA Lyme Bay (L3007) RFA Mounts Bay (L3008) RFA Cardigan Bay (L3009) | 1 dismessa, 3 in servizio | La RFA Largs Bay (L3006) ritirata nel 2011 e poi in servizio nella marina australiana col nome di HMAS Choules (L100) |
| Voenno-morskoj flot                   | classe Ivan Rogov     | 3  | Ivan Rogov Alexandr Nikolaev Mitrofan Moskalenko | Tutte dismesse            | |
| LSD usate provenienti da altre marine |                       |    | |                           | |
| Marina                                | Classe                | N. | Nome | Status                    | Note |
| Royal Australian Navy                 | classe Bay            | 1  | HMAS Choules (L100) | In servizio               | ex RFA Largs Bay (L3006) |
| Marinha do Brasil                     | classe Thomaston      | 2  | NDD Ceará (G-30) NDD Rio de Janeiro (G-31) | Dismesse                  | ex USS Hermitage (LSD-34) ex USS Alamo (LSD-33) |
| Armada Española                       | classe Casa Grande    | 1  | Galicia (L-31) | Dismessa                  | ex USS San Marcos (LSD-25) |
| Marine nationale                      | classe Casa Grande    | 1  | Foudre (L 9020) | Dismessa                  | ex HMS Oceanway (F143); prima con pennant A646, poi L646 e infine L9020 |
| Vasilikón Naftikón                    | classe Casa Grande    | 1  | Okeanos | Dismessa                  | ex HMS Oceanway (F143); poi trasferita alla Francia |
| Daehanminguk Haegun                   | classe Ashland        | 1  | ROCS Chung Cheng (LSD-191) | Dismessa                  | ex USS White Marsh (LSD-8) |
| Daehanminguk Haegun                   | classe Casa Grande    | 2  | ROCS Chung Cheng (LSD-191) ROCS Chen Hai (LSD-192) | Dismesse                  | ex USS Comstock (LSD-19) ex USS Fort Marion (LSD-22) |
| Daehanminguk Haegun                   | classe Anchorage      | 1  | ROCS Hsu Hai (LSD-193) | Dismessa                  | ex USS Pensacola (LSD-38) |